# Luís Pedro Gomes Martins
Luís Pedro Gomes Martins (sinh ngày 23 tháng 6 năm 1989), hay Luís Pedro, là một cầu thủ bóng đá người Bồ Đào Nha thi đấu cho Penafiel ở vị trí trung vệ.

## Sự nghiệp bóng đá
Sinh ra ở Freamunde, Luís Pedro khởi đầu sự nghiệp với S.C. Freamunde. Anh trải qua 6 mùa giải với câu lạc bộ tại giải hạng hai, có màn ra mắt vào ngày 4 tháng 5 năm 2008 trong thất bại 2–4 trên sân nhà trước C.D. Aves (thi đấu 21 phút).
Mùa hè 2013, Luís Pedro ký hợp đồng với C.D. Nacional tại Giải bóng đá vô địch quốc gia Bồ Đào Nha. Bản hợp đồng thất bại, anh ở lại hạng hai, gia nhập Portimonense SC.